# Nadieżda Kożewnikowa
Nadieżda Wadimowna Kożewnikowa (ros. Надежда Вадимовна Кожевникова; ur. w 1949 w Moskwie) – pisarka, prozaiczka.

## Życiorys
Urodziła się w Moskwie, w rodzinie słynnego radzieckiego pisarza i działacza partyjnego Wadima Kożewnikowa.
Jest przedstawicielką tzw. czwartej generacji prozaików. Podejmuje w swoich utworach przede wszystkim kwestie moralno-obyczajowe ujawniane zwykle w sytuacjach rodzinnych. Stosuje nowoczesną narrację, nie stroniąc od ironii i sarkazmu.
W takich powieściach jak Piękna Helena (ros. Елена Прекрасная, 1982), Obcy w domu (ros. Посторонние в доме, 1982), Pułapka (ros. Ловушка, 1983), Zadania domowe (ros. Домашние задания, 1984) autorka podejmuje problem trudnej sytuacji społecznej i rodzinnej współczesnej kobiety.
Problemem poruszanym przez Kożewnikową w powieściach Obcy w domu i W łatwym stylu (ros. В легком жанре, 1986), w opowiadaniu Telepatia (ros. Телепатия) oraz w tomie opowieści i nowel Podwórze wewnętrzne (ros. Внутренний двор) jest niszcząca rola mieszczaństwa, któremu autorka zarzuca niweczenie i wypaczanie wartości duchowych. 
Kożewnikowa jest również autorką prozy dokumentalnej: Człowiek, rzeka i most (ros. Человек, река и мост), Brama do nowego miasta (ros. Ворота в новый город) i O miłości matki i córki – wzniosłej i ziemskiej (ros. О любви материнской, дочерней, возвышенной и земной).